# Lepidostephium
Lepidostephium là một chi thực vật có hoa trong họ Cúc (Asteraceae).

## Loài
Chi Lepidostephium gồm các loài: